# Tadeusz Stawowiak
Tadeusz Stawowiak pseud. Smyk (ur. 28 marca 1928 w Brzezince k. Wadowic, zm. 20 grudnia 1987 w Krakowie) − generał brygady LWP.

## Życiorys
Do 1942 skończył szkołę podstawową w Brzezince, a do 1949 liceum mechaniczne w Nowym Bytomiu. W czerwcu 1943 wstąpił do BCh, gdzie przybrał pseudonim „Smyk” i walczył w grupie dywersyjno-wypadowej Stefana Turka „Świerka” w powiecie wadowickim. W 1946 wstąpił do OM TUR, a w 1948 do ZMP. W 1949 krótko pracował w Hucie Małapanew w Ozimku, po czym został wcielony do WP.
Od 1950 dowódca działa pancernego w 6 Pułku Czołgów Ciężkich we Wrocławiu, od 29 marca 1952 szef służby chemicznej tego pułku, wkrótce mianowany podporucznikiem, a w 1954 porucznikiem. 1953-1956 studiował na Fakultecie Wojsk Pancernych w Akademii Sztabu Generalnego WP w Rembertowie, po czym został mianowany kapitanem i szefem sztabu batalionu czołgów w 33 Nyskim Pułku Zmechanizowanym, a w maju 1957 szefem sztabu batalionu rozpoznawczego w 2. Warszawskiej Dywizji Zmechanizowanej w Nysie, od listopada 1957 szef sztabu 13 Pułku Czołgów i Artylerii Pancernej tej dywizji. 1 X 1960 mianowany majorem, 16 IX 1963 podpułkownikiem, a 4 V 1968 pułkownikiem. Od sierpnia 1961 kierował wydziałem w sztabie dywizji i był zastępcą szefa sztabu, a w lutym 1964 został dowódcą 15 Pułku Czołgów. W grudniu 1965 mianowany szefem sztabu i zastępcą dowódcy 5 Saskiej Dywizji Pancernej w Gubinie, a w sierpniu 1968 szefem Oddziału I Operacyjnego sztabu Śląskiego Okręgu Wojskowego we Wrocławiu. Od 1969 do 1971 studiował w trybie stacjonarnym na Akademii Sztabu Generalnego Sił Zbrojnych ZSRR im. K. Woroszyłowa w Moskwie, po czym został dowódcą 20. Warszawskiej Dywizji Pancernej w Szczecinku. Jesienią 1973 Rada Państwa mianowała go generałem brygady; nominację wręczył mu w Belwederze I sekretarz KC PZPR Edward Gierek w obecności przewodniczącego Rady Państwa PRL prof. Henryka Jabłońskiego. W czerwcu 1975 pozbawiony stanowiska za niewłaściwe dowodzenie dywizją podczas inspekcji MON. 18 X 1975 − 22 XII 1976 zastępca szefa sztabu Pomorskiego Okręgu Wojskowego w Bydgoszczy ds. organizacyjno-mobilizacyjnych. 1 XII 1976 wykluczony z PZPR za „naruszenie zasad etyki żołnierza zawodowego”, a następnie ukarany przez ministra obrony narodowej gen. armii Wojciecha Jaruzelskiego usunięciem z zawodowej służby wojskowej i przeniesiony do rezerwy, a 3 I 1977 zwolniony z WP.
Został pochowany na Cmentarzu wojskowym przy ul. Prandoty w Krakowie (kwatera 10b woj.-wsch.-8).

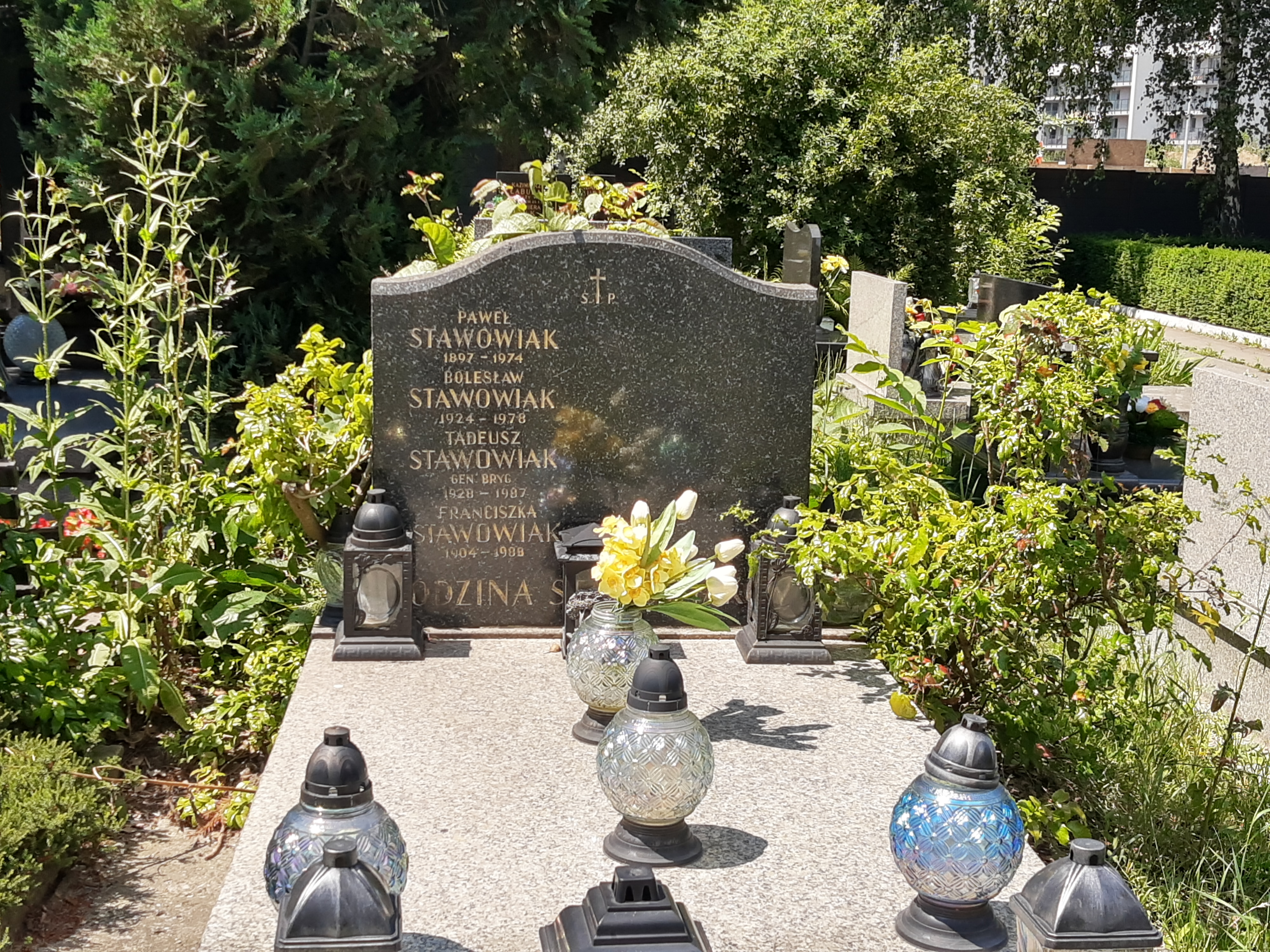
Grób gen. bryg. Tadeusza Stawowiaka na cmentarzu wojskowym przy ul. Prandoty w Krakowie

## Awanse wojskowe
W trakcie wieloletniej służby w ludowym Wojsku Polskim otrzymywał awanse na kolejne stopnie wojskowe:
- chorąży − 1950
- podporucznik − 1952
- porucznik − 1954
- kapitan − 1956
- major − 1960
- podpułkownik − 1963
- pułkownik − 1968
- generał brygady − 1973

## Odznaczenia
- Krzyż Oficerski Orderu Odrodzenia Polski (1974)
- Krzyż Kawalerski Orderu Odrodzenia Polski (1968)
- Złoty Krzyż Zasługi (1967)
- Srebrny Krzyż Zasługi (1959)
- Krzyż Partyzancki (1966)
- Medal 30-lecia Polski Ludowej (1974)
- Złoty Medal „Siły Zbrojne w Służbie Ojczyzny” (1971)
- Srebrny Medal Siły Zbrojne w Służbie Ojczyzny
- Brązowy Medal Siły Zbrojne w Służbie Ojczyzny
- Złoty Medal „Za zasługi dla obronności kraju” (1974)
- Srebrny Medal „Za zasługi dla obronności kraju”
- Brązowy Medal „Za zasługi dla obronności kraju”
- Złota odznaka „Za pracę społeczną dla miasta Krakowa” (1971)[4]
- Order Sławy (ZSRR) (1973)